# Stethojulis balteata
Stethojulis balteata là một loài cá biển thuộc chi Stethojulis trong họ Cá bàng chài. Loài này được mô tả lần đầu tiên vào năm 1824.

## Từ nguyên
Từ định danh của loài trong tiếng Latinh có nghĩa là "có đeo dây nịt", hàm ý đề cập đến dải sọc màu cam ở cá đực.

## Phạm vi phân bố và môi trường sống
S. balteata có phạm vi phân bố ở Bắc Thái Bình Dương. Đây là một loài đặc hữu của quần đảo Hawaii và đảo Johnston. Chúng sống gần các bãi đá ngầm và rạn san hô trong các đầm phá và vùng biển ngoài khơi ở độ sâu trong khoảng từ 2 đến 15 m.

## Mô tả
S. balteata có chiều dài cơ thể tối đa được ghi nhận là 15 cm. Cá con có màu xanh lục hoặc nâu với một dải sọc trắng ở thân trên, từ mõm kéo dài đến gốc đuôi trên; có mỗi đốm ở sau vây lưng và vây hậu môn. Một đốm màu vàng cam ở gốc vây ngực luôn xuất hiện ở tất cả các giai đoạn. Cá cái có màu nâu xám với nhiều chấm li ti ở thân trên; cuống đuôi có 2 đốm đen nhỏ viền trắng. Cá đực trưởng thành có màu sắc sặc sỡ hơn: màu xanh lục (lưng có màu xanh sẫm hơn) với một dải màu cam ở thân dưới được viền bởi hai dải hẹp màu xanh lam sáng; trên đầu có nhiều đường sọc lam khác, sọc trên cùng kéo dài dọc theo gốc vây lưng; vây lưng màu cam.
Do là một loài dị hình giới tính và lưỡng tính tiền nữ, cá cái của loài này từng được mô tả như một loài riêng biệt với danh pháp là S. axillaris.
Số gai ở vây lưng: 9; Số tia vây ở vây lưng: 11; Số gai ở vây hậu môn: 3; Số tia vây ở vây hậu môn: 11; Số tia vây ở vây ngực: 14–15; Số gai ở vây bụng: 1; Số tia vây ở vây bụng: 5.

## Sinh thái học
Thức ăn của S. balteata là các loài thủy sinh không xương sống (chủ yếu trên động vật thân mềm hai mảnh vỏ, giun nhiều tơ, giun biển Sipuncula, động vật chân bụng, các loài giáp xác nhỏ và trùng lỗ).
Loài này được đánh bắt trong ngành thương mại cá cảnh, nhưng chúng được cho là loài khó sống trong điều kiện nuôi nhốt.